# Osiedle Asnyka (Legnica)
Osiedle Asnyka – położone w północno-zachodniej części Legnicy, zamieszkuje je ok. 10 tysięcy osób. Granice osiedla wyznaczają ulice: Chojnowska, Złotoryjska, Kilińskiego, Lubuska, Kawaleryjska, Lotnicza, Żołnierska.

## Historia
Na osiedlu wybudowano (w okolicach ulicy Złotoryjskiej i Chojnowskiej) kamienice pochodzące sprzed I wojny światowej, starsza część osiedla powstała w latach 1925–1927, zaś nowsza część osiedla została wybudowana pod koniec lat 70. XX wieku – budownictwo z wielkiej płyty oraz domy jednorodzinne.

## Zabudowa osiedla
Osiedle zabudowane jest budynkami pięcio- i trójkondygnacyjnymi – jest ich ponad 30. Osiedle zabudowane jest także domami jednorodzinnymi oraz domami szeregowymi. W północno-wschodniej części znajdują się kamienice oraz budownictwo architektury modernistycznej. W roku 2001 wybudowano parafię pod wezwaniem Judy Tadeusza. Przy ulicy Asnyka znajduje się Komenda Miejska Policji w Legnicy, na 
osiedlu znajdują się przychodnie, korty tenisowe, Ośrodek Sportu i Rekreacji, hala sportowo-widowiskowa, place zabaw.

## Komunikacja
Głównymi ulicami osiedla są: ulica Złotoryjska, Chojnowska, Marynarska, Asnyka oraz plac Łużycki i plac Franciszkański. Przy ulicy Asnyka znajduje się pętla autobusowa.

## Edukacja
Na osiedlu znajdują się: Państwowa Wyższa Szkoła Zawodowa w Legnicy, szkoła podstawowa oraz gimnazjum Ośrodka Szkolno-Wychowawczego, gimnazja nr 5 i 10, szkoła podstawowa nr 9, liceum ogólnokształcące-Centrum Kształcenia Ustawicznego, liceum ogólnokształcące nr 4 oraz zespół szkół ogólnokształcących, liceum techniczne oraz technikum zawodowe.